# رافيليا أغليتدينوفا
رافيليا أغليتدينوفا (الروسية: Равиля Аглетдинова) هي عداءة مسافات متوسطة سوفيتية بيلاروسية ولدت في يوم 10 فبراير 1960 في كورغان تبه في جمهورية طاجيكستان الاشتراكية السوفيتية، تنافست في سباقي 800 متر و1500 متر، فازت بالميدالية الذهبية في بطولة أوروبا لألعاب القوى 1986 في شتوتغارت في سباق 1500 متر.